# Михаил III (патриарх Константинопольский)
Патриа́рх Михаи́л III Анхиальский (греч. Πατριάρχης Μιχαήλ Γ΄) — Патриарх Константинопольский с января 1170 до своей смерти в марте 1178 года. Михаил, родственник митрополита Анхиальского, начал свою церковную карьеру в Константинополе, возглавляя патриаршую канцелярию, а после занимал должность протекдикоса. Около 1165-67 года он получил пост «ипата философов», который до него занимали Михаил Пселл и Иоанн Итал.
В качестве патриарха продолжил политику своего предшественника Луки Хрисоверга, осудившего на соборе 1166 года неправославное истолкование фразы из Евангелия от Иоанна 14:28 («Ибо Отец мой более меня»), а также пытался улучшить церковную дисциплину. Будучи верным сторонником императора Мануила I Комнина издал 24 марта 1171 года томос, предписывающий клятву верности наследнику императора. Считается, что в вопросе воссоединения с католиками Михаил стоял на антилатинской позиции, выраженной в его Диалоге с Мануилом I. Несмотря на уступки, на которые был готов пойти папа Александр III, переговоры об объединении были безуспешны.